# Альфреда Марковська
Альфреда Марковська (10 травня 1926 року біля Станіславова — 30 січня 2021) — польсько-ромська жінка, яка під час Другої світової війни врятувала близько п'ятдесяти єврейських та ромських дітей від смерті в Голокості та геноциді ромів.

## Біографія
Марковська народилася у мандрівному польському таборі в районі Станіславова (нині Івано-Франківськ), у регіоні Креси Другої Польської Республіки. Коли у 1939 році відбулося німецьке вторгнення до Польщі, вона була у Львові. Після того, як Радянський Союз у свою чергу вторгся до Польщі в рамках пакту Молотова — Ріббентропа між Сталіном і Гітлером, її табір перейшов до окупованої Німеччиною частини Польщі. У 1941 році всі члени її клану (від 65 до 85 осіб), у тому числі її батьки, брати і сестри, загинули під час масової розправи біля Білої Підляськи. Альфреда була єдиною, хто вижив. Кілька днів вона провела у пошуках масової могили її сім'ї у місцевих лісах. Вона дісталася Розвадова, де в 1942 році, у віці 16 років, вийшла заміж. Її та її чоловіка спіймали в облаві під час відвідування Станіславова і передали німцям, але їм удалося втекти. Згодом їх змушували переїхати в ромські гетто у Любліні, Лодзі і Белжці, але вони тікали і звідти, і знову оселилися в Розвадові, де німці організували для ромів робочий табір.

### Рятувальні місії
У Розвадові Альфреду найняли на залізницю і їй вдалося отримати дозвіл на роботу (Kennkarte), що означало деякий захист від подальших арештів. Вона долучилася до порятунку євреїв і ромів, особливо дітей, від смерті від рук нацистів. Вона їздила до відомих місць вбивств єврейського і ромського населення і шукала тих, хто вижив.. Підшукувала для них схованки, виготовляла або діставала їм фальшиві документи. За підрахунками, вона особисто врятувала п'ятдесят дітей. Роками пізніше, коли її запитали, чому вона не болася допомагати, Марковська зазначила, що в той час вона не сподівалася пережити цю війну взагалі, тому страх не був проблемою.
У 1944 р. СРСР звільнив цю територію від німецької влади. Через політику Червоної армії примусово призивати ромів у свої ряди, Марковська разом зі своїм чоловіком і деякими з дітей, яких вона врятувала (включаючи деяких німецьких дітей, які прагнули втекти від радянських солдатів), втекли на захід, спочатку в центральну Польщу, в так звані «повернені території», нині в західній Польщі.
Після війни комуністична влада Польської Республіки ініціювала кампанію, щоб змусити ромів оселитися і відмовитися від свого традиційного способу життя. В результаті, Марковська та її сім'я живуть спочатку біля Познані, а потім, після смерті чоловіка, у Гожуві-Велькопольському.
У жовтні 2006 року Альфреду Марковську нагородили Командорським Хрестом із зіркою ордена Відродження Польщі за порятунок єврейських і ромських дітей під час Другої світової війни. Тодішній президент Польщі Лех Качинський похвалив її «за героїзм і незвичайну хоробрість, за виняткові заслуги в рятуванні людських життів».
Альфреді Марковській присвячений документальний фільм Puri Daj польської режисерки Агнєшки Арнольд.